# Sibyla Elániová
Lady Sibyla Deidra Olgivanna Elániová, roz. Berankinová je jednou z postav v knihách o Zeměploše od Terryho Pratchetta. Objevuje se hned v několika z nich (později hlavně jako manželka Sama Elánia, velitele Městské hlídky v Ankh-Morporku).
Lady Sibyla nepatří mezi křehké ženy zahalené v krajkách. Naopak, už na první pohled vzbuzuje respekt, jak svým výrazem, tak postavou (je, jak se říká, „dobře stavěná“). A častěji než večerní róby nosí speciální ochranný oblek, který potřebuje při práci s draky.
Je potomkem starobylého aristokratického rodu Berankinů (v orig. Ramkin) a jako taková patří k nejbohatším lidem ve městě. Zdálo by se, že ji tato skutečnost předurčuje k životu v přepychu (a snad i k výhodnému sňatku s bohatým šlechticem). To však, stejně jako účast na všemožných plesech, bere lady Sibyla hlavně jako povinnost. Mnohem raději se totiž věnuje své největší vášni, drakům. Stará se o „Sluneční svatyni chorých draků“, útulek pro ztracené, zatoulané či opuštěné bahenní draky. Právě díky drakům se lady Sibyla seznámila s (tehdy ještě kapitánem) Samem Elániem, který pátral po obrovském drakovi usídlivším se ve městě (viz knihu Stráže! Stráže!). Po nějaké době se lady Sibyla a Sam vzali a aby manžel nejbohatší ženy v Ankh-Morporku nebyl pouhým kapitánem, stal se brzy velitelem celé Městské hlídky. Zanedlouho se jim taky narodil synek, malý Samík.